# Muzio Attendolo Sforza

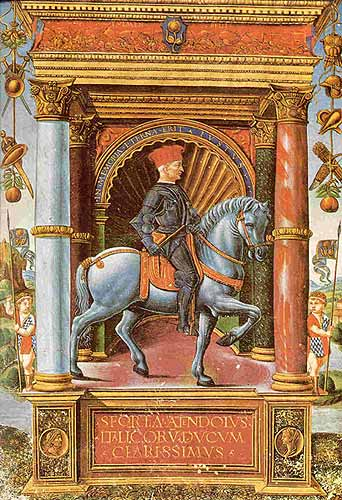
Muzio Attendolo Sforza

Muzio Attendolo (ur. 28 maja 1369, w Cotignola, zm. 4 stycznia 1424) – włoski kondotier i założyciel dynastii Sforzów, gonfaloniere papieski.
Przydomek Sforza nadany został mu z uwagi na jego niezwykłą odwagę i postrach jaki wzbudzał w innych. W 1385 roku, szesnastoletni Muzio wstąpił do wojska najemnego Alberica da Barbiano. Po pewnym czasie założył własną drużynę i jako najemnik zaczął gromadzić przyszłą fortunę Sforzów. W 1402 dowodził wojskami bolońskimi przeciwko armii Mediolanu w bitwie pod Casalecchio, w której walczył również inny znany później kondotier i rywal Muzia - Angelo Tartaglia.
Poznał Luzię Terzani, z którą miał ośmioro dzieci, w tym synów: Francesca Sforzę - późniejszego księcia Mediolanu oraz Alessandro Sforzę. Po początkowej koncentracji jego uwagi na Południu (służył u Andegawenów, w Neapolu), Muzio kieruje wzrok ku Północy. Jego pierwsza żona - Antonia dei Salimbeni (zm. 1411), wniosła mu bardzo duży posag. Następna - Caterina Alopo (ślub odbył się w 1414), także znacznie zasiliła posagiem majątek Muzia. 
Pod koniec życia wraz ze swoim wojskiem oraz synem służył w różnych księstwach. W roku 1424, podczas przeprawy przez rzekę Pescara, Muzio zginął porwany przez wodę (po próbie ratowania swojego ulubionego giermka). Jego dzieło kontynuował syn - Franciszek.